# Shuttlecock

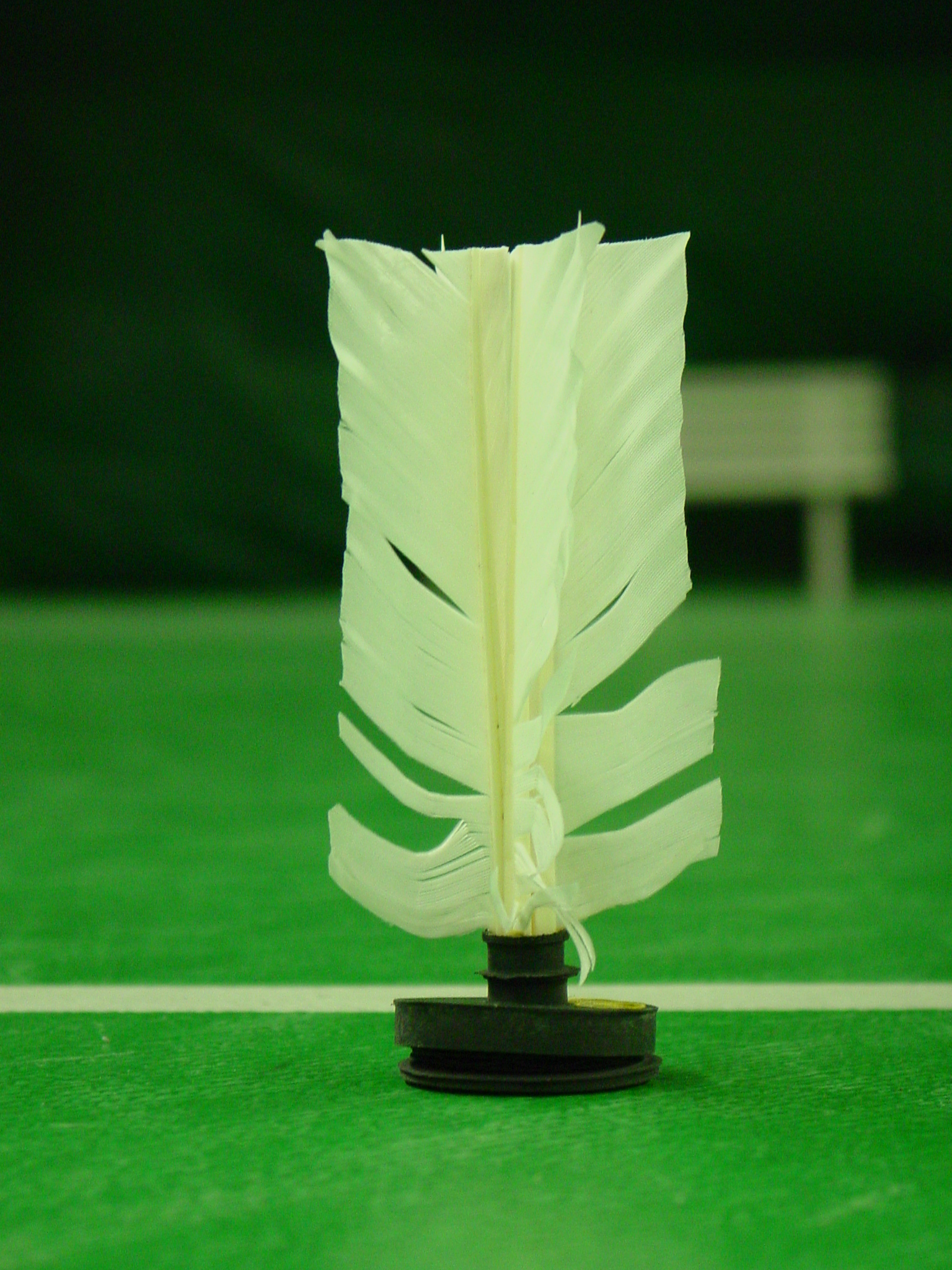
Shuttlecock da competizione a squadre

Lo shuttlecock, noto anche come jianzi è uno sport simile al badminton.

## Storia
Questo sport è nato in Cina come gioco tradizionale nel V secolo a.C. all'epoca della dinastia Han, e compare indicato con diversi nomi: Jiànzi, Ti jian zi, Ti jian, Jiànqiú. Il suo nome significa semplicemente “calcio volano”. Si narra che sia un'evoluzione del cuju, un gioco simile al calcio, ai tempi utilizzato come addestramento militare. La sua prima apparizione in Europa risale al 1936 grazie ad un atleta cinese che durante le Olimpiadi di Berlino eseguì uno spettacolo dimostrativo. Nel 1982 Jackie Chan inserì una partita di Shuttlecock nel suo film Dragon Lord (I due cugini), vincendo il premio come miglior coreografia dell'anno agli awards di Hong Kong.

## Lo scopo
Questo sport appartiene alla famiglia del badminton per l'uso di un volano come strumento da gioco e per la struttura del campo, ma si distingue da questa disciplina olimpica dal momento che il volano può essere lanciato esclusivamente con i piedi (in una sorta di "calcio-tennis"), toccato con alcune parti del corpo come petto, spalle, testa ma non con le mani. Lo scopo del gioco è quello di lanciare, palleggiare e destreggiarsi con lo Shuttlecock evitando che esso tocchi terra.
Esistono diverse discipline di gioco: la competizione a squadre, che a sua volta si divide in disciplina di singolo, doppio, triplo maschile/femminile e doppio misto, prevede la presenza di un campo regolamentare e di una rete ed è giocata prevalentemente all'interno di impianti sportivi. Nella disciplina a squadre risultano determinanti soprattutto la rapidità e la forza che si applicano ai movimenti, nonché la flessibilità degli atleti che permette delle evoluzioni e dei lanci davvero spettacolari. Esiste inoltre anche una versione freestyle della disciplina, giocata soprattutto all'aperto, nei parchi o in strada. Lo scopo del freestyle è quello di effettuare il maggior numero di palleggi con il volano e possibilmente in maniera spettacolare e coreografica.

## Nel mondo
Nel 1999 nasce l'ISF, International Shuttlecock Federation che attualmente comprende le federazioni dei seguenti paesi: Cina, Taiwan, Finlandia, Germania, Paesi Bassi, Ungheria, Laos, Vietnam, Grecia, Francia, Romania e Serbia, Italia.
Nell'agosto del 2003 alcuni delegati provenienti da Finlandia, Francia, Germania, Grecia, Ungheria, Romania e Serbia fondano la Shuttlecock Federation of Europe con sede a Ujszasz in Ungheria. Dal 2009 anche la Federazione Italiana Shuttlecock ha ottenuto un riconoscimento ufficiale a livello europeo ed internazionale.

## In Italia
In Italia il gioco è regolamentato dalla Federazione Italiana Shuttlecock (F.I.SHU), riconosciuta a livello internazionale a partire dal 2009. Dal 2007, la F.I.SHU ha organizzato a Roma due campionati nazionali, nella specialità di doppio, invitando per l'occasione alcuni rappresentanti della squadra nazionale francese.
La nazionale italiana di Shuttlecock ha partecipato agli open di Ungheria nel 2008, ai mondiali in Cina e agli europei in Francia nel 2010, agli open di Germania nel 2011. Nel 2012 ha partecipato, insieme alle delegazioni di oltre 40 paesi di tutto il mondo, al 2º Ordos International Naadam Festival: un festival asiatico di giochi tradizionali organizzato dal governo cinese nella regione della Mongolia Interna, ai bordi del deserto del Gobi e nel settembre del 2013 al campionato del mondo che si è tenuto in Vietnam.